# Несташко
„Несташко” је југословенски ТВ филм из 1986. године. Режирао га је Здравко Шотра а сценарио је написао Гордан Михић.

## Улоге
| Глумац              | Улога |
| ------------------- | ----- |
| Капиталина Ерић     |       |
| Андрија Мркаић      |       |
| Славко Симић        |       |
| Олга Спиридоновић   |       |
| Миливоје Мића Томић |       |